# Mireille (opera)

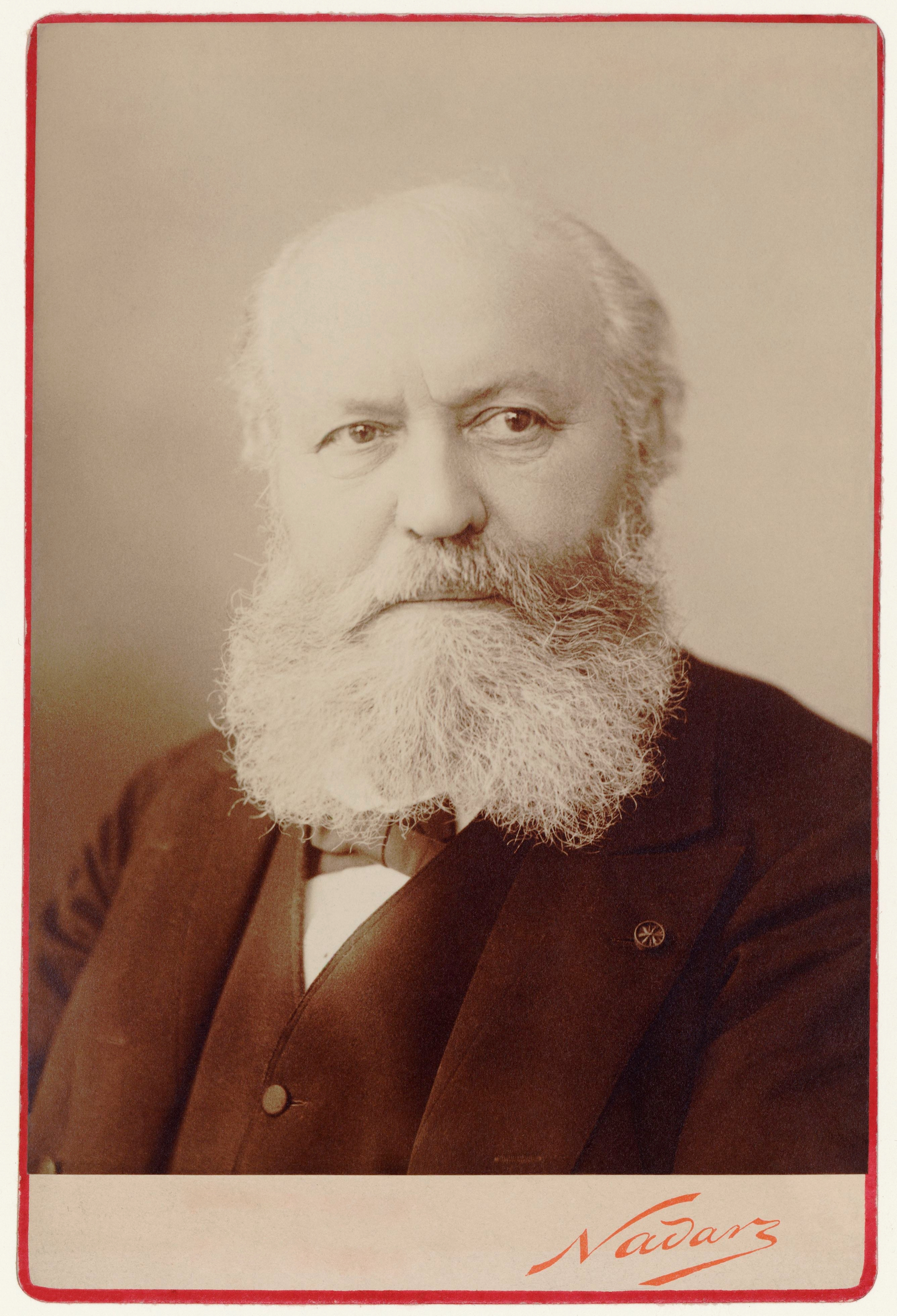
Charles Gounod

Mireille är en opera i fem akter av Charles Gounod med text av Michel Carré efter Frédéric Mistrals epos Mireio.

## Historia
Operans många versioner och olika premiärer:
- Mireille uruppfördes den 19 mars 1864 på Théâtre Lyrique i Paris. Kritiska röster höjdes mot operan som ansågs efterlikna Wagners operor för mycket.

- Kritiken gjorde att Gounod omarbetade operan till en ny version i tre akter och med ett lyckligt slut. Denna version hade premiär 15 december 1864 men inte heller denna version tilltalade publiken.

- 1868 flyttdes operan över till Opéra-Comique och 10 november 1874 hade en ny version i fyra akter premiär utan större framgång.

- 29 november 1889 kom ytterligare en version i tre akter med lyckligt slut, vilken äntligen fick ett positivt mottagande av publiken. Denna version stannade kvar på repertoaren länge och i slutet av 1894 hade den spelats 226 gånger.

- 13 mars 1901 kom en ny version, åter i fem akter, med talad dialog och ett olyckligt slut. Den versionen spelades i över 500 gånger fram till 1920.

- 6 juni 1939 hade ytterligare en version premiär. Tonsättaren Henri Büsser hade med hjälp av Gounods efterlämnade skisser lyckats rekonstruera en version där tidigare aldrig spelad musik åter hördes. Senare uppsättningar har vanligen använts sig av denna version. 1950 hade operan framförts över 800 gånger.

## Om operan

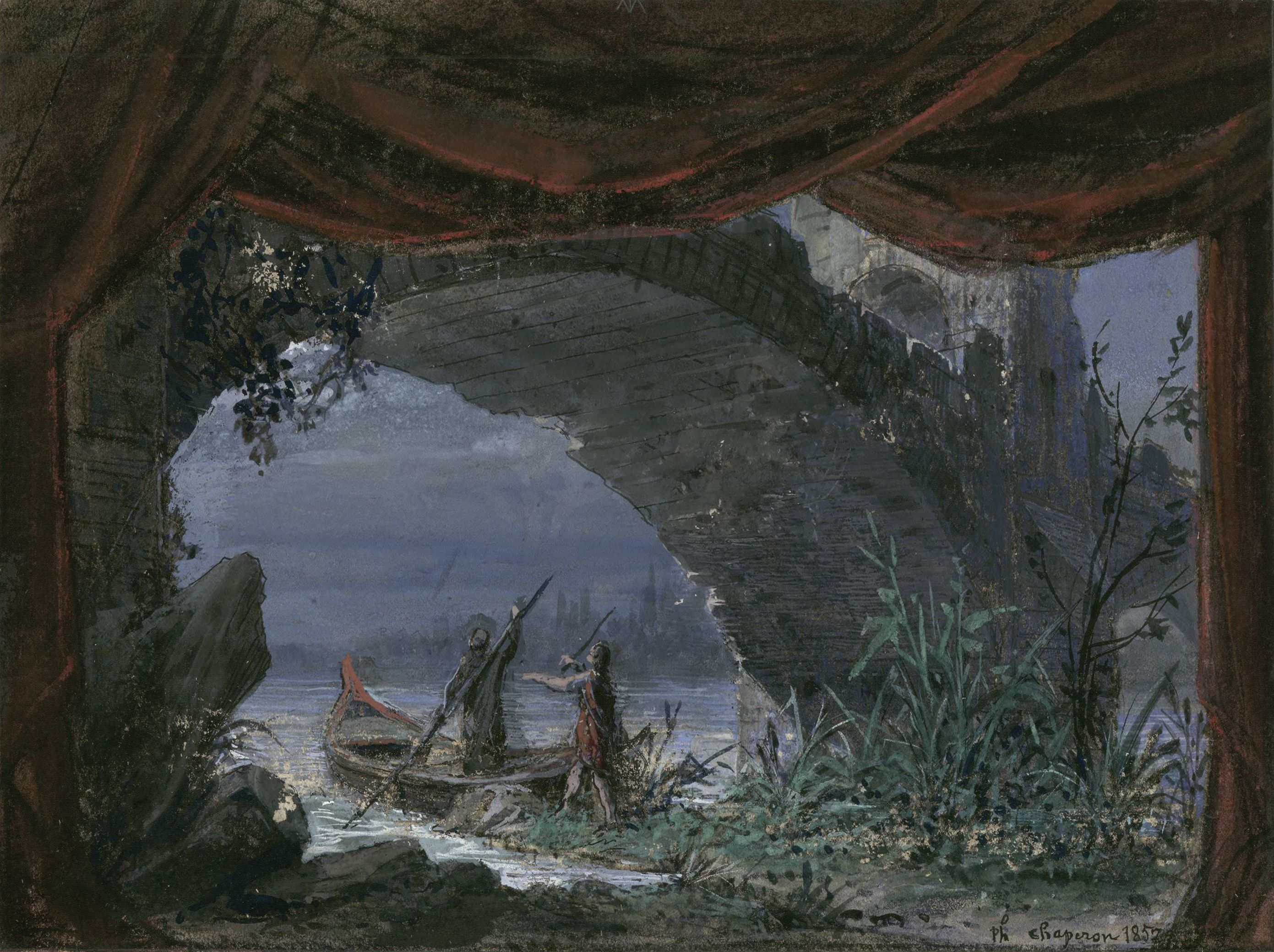
Scenbild från 1864 till akt III.

Mireille är en stjärnopera där titelrollen - med undantag av tredje akten - oavbrutet befinner sig på scenen. Mireille framstår till en början som en naiv bondtös, men som sedan långsamt mognar till stor hjältinna och tar på sig ett tragiskt öde. Hennes solonummer - den graciösa valsariettan samt arian i öknen - understryker den utvecklingen.
Vid sidan om Vincents tämligen bleka karaktär är det Mireille som driver handlingen framåt. När hon tar upp kampen med fadern och självuppoffrande försöker hjälpa sin älskade, verkar hennes styrka nästan spränga den lyriska operans gränser. Gounod bevarar dock i sin musik en grundläggande transparent och känslobetonad karaktär, där han aldrig bryter ut i överdramatiserade gester. Mireilles fromhet förstärker den beslutsamhet med vilken hon följer sitt lidandes väg. Det var utan tvekan Gounods religiösa läggning som gjorde att han lät operan sluta med Mireilles frälsning till tonerna av en hänryckande sakral melodi.

## Personerna
- Mireille, en rik bondflicka (sopran)
- Vincent, en fattig korgflätare och Mireilles älskade (tenor)
- Taven, en spåkvinna (mezzosopran)
- Ourrias, Vincents rival (baryton)
- Vincente, Vincents syster (mezzosopran)
- Maître Ramon, Mireilles far (bas)
- Ambroise, Vincents far (bas)
- Färjemannen (bas)
- Andreloux, en fåraherde (mezzo eller gossröst)

## Handling
Akt I

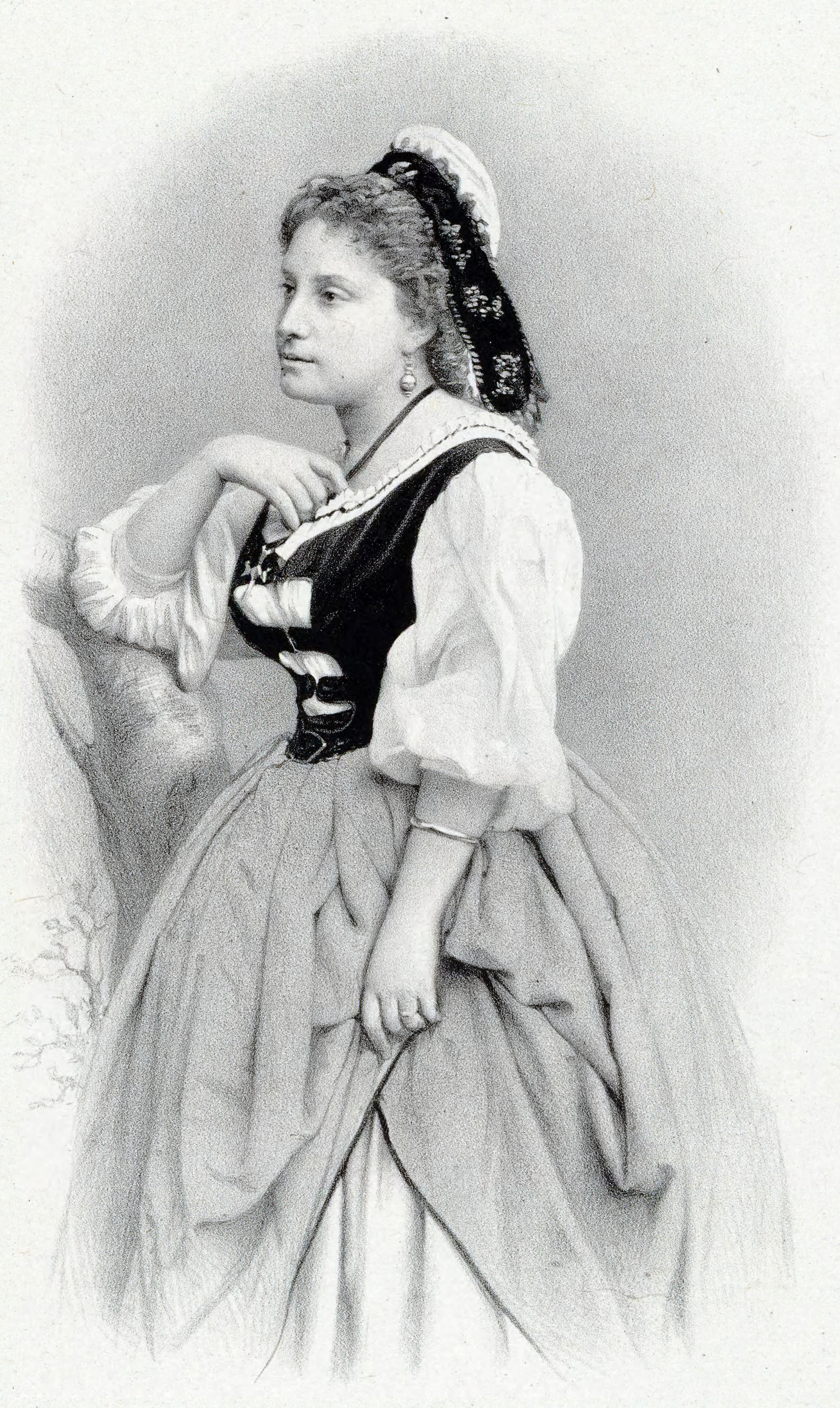
Marie Caroline Miolan-Carvalho som den första Mireille 1864

Mireille, dottern till en rik arrendator, och den fattige korgflätarsonen Vincent älskar varandra. När spåkvinnan Taven spår olycka, lovar de att göra en pilgrimsfärd till vallfartsorten Saintes-Maries-de-la-Mer.
Akt II
I arena i Arles roar sig bönderna med att dansa farandole, bland dem Mireille och Vincent. Den rike arrendatorn favoriserar Ourrias som make till sin dotter och förskjuter Mireille när han får höra talas om hennes förlovning med Vincent.
Akt III
Vincent och Ourrias kämpar mot varandra i Helvetesdalen. Vincent blir nedslagen av sin rival och svårt skadad. Ourrias hemsöks av samvetskval och dör när han försöker ta sig över Rhendalen.
Akt IV
Hos arrendatorn firar man midsommarafton och dansar musette. Mireille avundas en flöjtspelande herde dennes bekymmerslösa liv. När hon får reda på att Vincent är skadad beger hon sig genast till vallfartsorten. På vägen dig tvingas hon korsa en stenöken och faller utmattad till marken. En flöjtmelodi ger henne ny kraft.
Akt V
I Saintes-Maries-de-la-Mer väntar Vincent trogen sitt löfte på Mireille. Han vårdas av spåkvinnan. Utmattat släpar sig Mireille in i kyrkan och dör i Vincents armar. (I en av Gounods själv förkortad version utesluts akt III och istället fogas de båda sista akterna samman.)